# Marie Walcamp
Marie Walcamp (27 juillet 1894 - 17 novembre 1936) est une actrice américaine du cinéma muet, se spécialisant souvent dans des rôles d'« héroïne d'action » dans des feuilletons, notamment des westerns. Elle apparaît souvent avec l'acteur Eddie Polo.

## Biographie
Née à Dennison, Ohio, elle est la fille de Mary (née Mackel) et d'Arnold Walcamp. Elle déménage sur la côte Est après ses études. Après avoir décroché divers rôles à New York, elle signe aux studios Universal en 1913 et apparaît à 19 ans dans le film The Werewolf.
On la voit dans plus de 50 films, principalement des courts métrages, au cours des deux années suivantes, bien qu'en 1916 son rythme de son travail commence à diminuer. Cette année-là, elle se produit encore dans pas moins de 13 films, dont le rôle principal dans la série western Liberty. Elle est connue pour effectuer elle-même ses propres cascades, ce qui lui vaut des surnoms comme The Daredevil of the Films et The Dare-Devil Girl of the Movies.
Dans les années 1920, sa carrière cinématographique prend fin, on produit alors de moins en moins de feuilletons. Son dernier rôle date de 1927 dans In a Moment of Temptation. Le 17 novembre 1936, Walcamp, souffrant de dépression, se suicide en allumant le gaz dans son appartement de Los Angeles alors que son époux, l'acteur Harland Tucker, est en voyage d'affaires,. Dans son testament, elle demande que ses cendres soient dispersées sur le terrain arrière d'Universal Studios, où elle a travaillé pendant des années,.

## Filmographie (non exhaustive)
(octobre 2024).
- Le Loup-garou (1913)
- By Fate's Decree (1913)
- The Doctor's Orders (1913)
- The Girl and the Tiger (1913)
- The Girl Ranchers (1913)
- The Village Blacksmith (1913)
- What the Wild Waves Did (1913)
- Won in the Clouds (1914)
- A Redskin Reckoning (1914)
- The Phantom Light (1914)
- Our Enemy's Spy (1914)
- The Option (1914)
- Olana of the South Seas (1914)
- A Nation's Peril (1914)
- The Brand of His Tribe (1914)

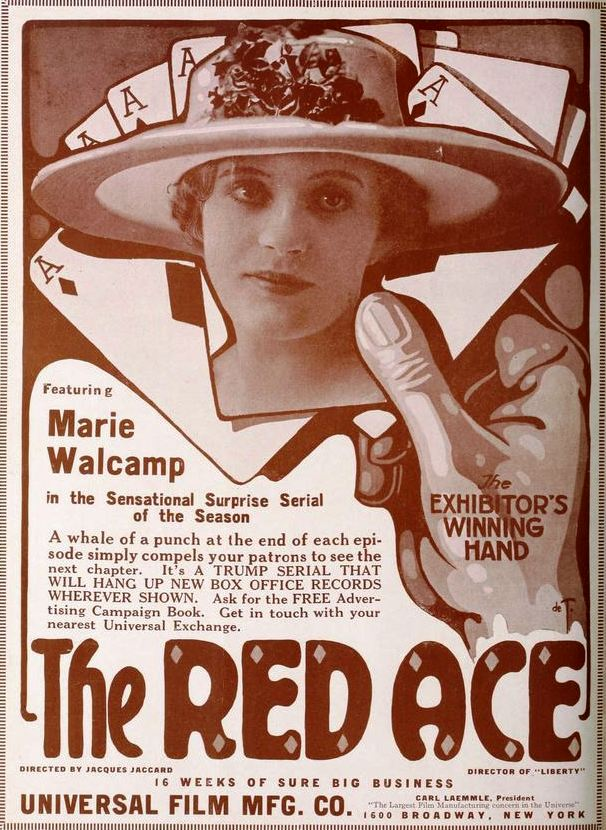
Publicité dans un magazine pour la série The Red Ace, 1917.

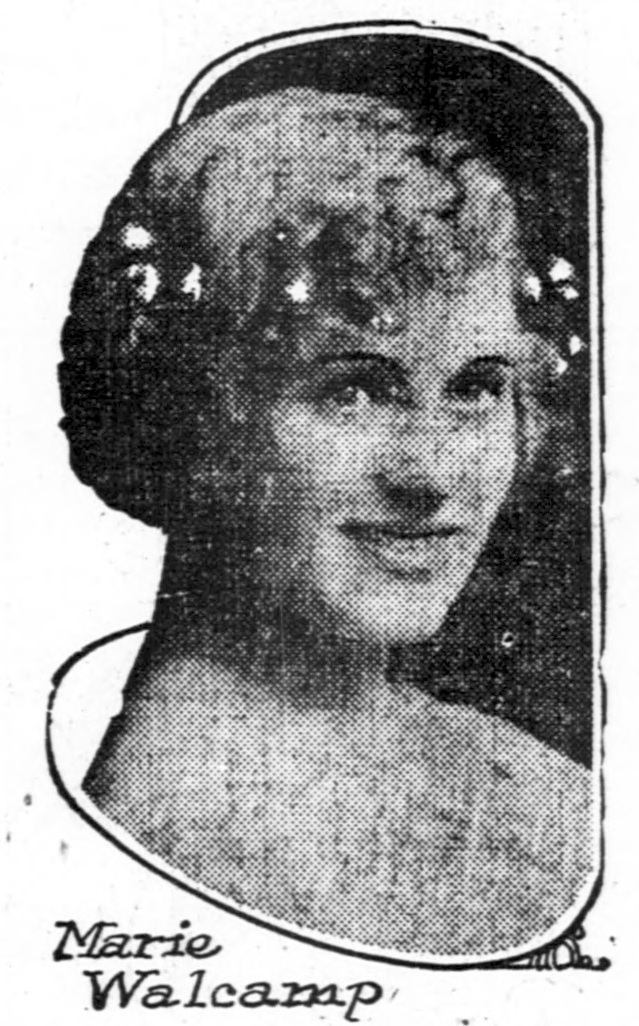
Publicité dans un magazine, 1915.

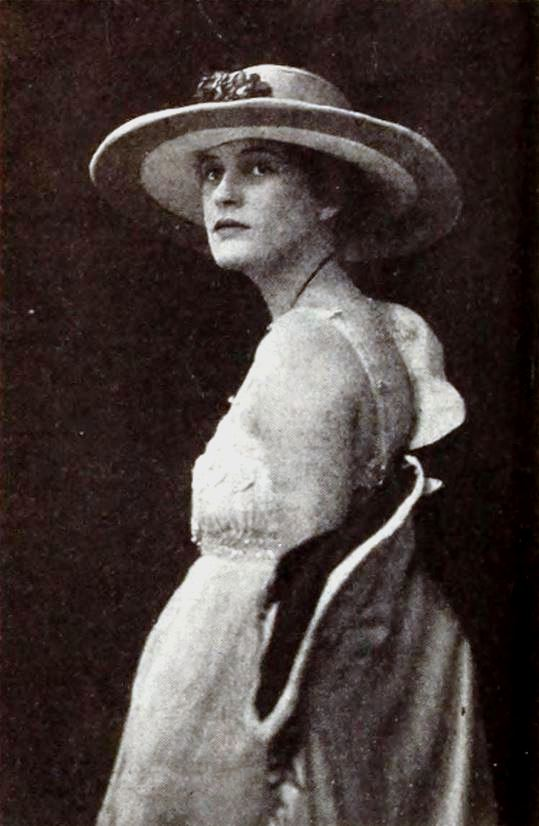
The Red Ace, 1917.

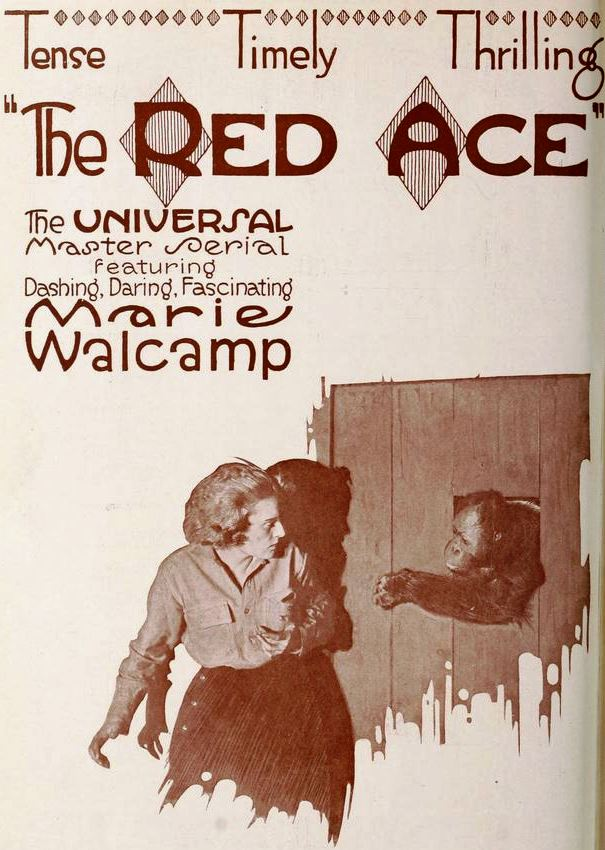
The Red Ace, 1917.

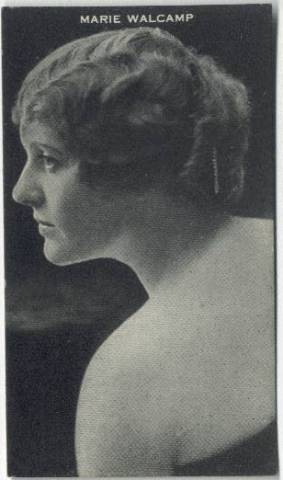
Carte postale commerciale, 1915-1917.

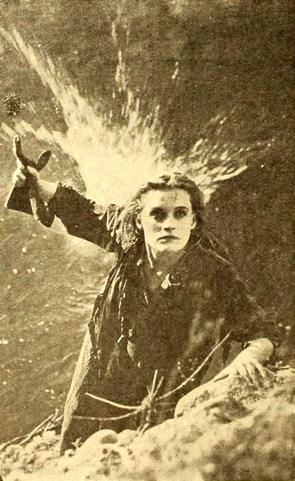
The Red Glove, 1919.

- Cast Adrift in the South Seas (1914)
- A Daughter of the Plains (1914)
- The Flash of Fate (1914)
- The Great Universal Mystery (1914)
- The Half-Breed (1914)
- Hiram and Zeke Masquerade (1914)
- In the Wolves' Fangs (1914)
- The Isle of Abandoned Hope (1914)
- Johnnie from Jonesboro (1914)
- The Jungle Master (1914)
- The Law of the Lumberjack (1914)
- The Law of the Range (1914)
- The Legion of the Phantom Tribe (1914)
- The Lure of the Geisha (1914)
- A Mexican Spy in America (1914)
- Rescued by Wireless (1914)
- A Romance of Hawaii (1914)
- The Silent Peril (1914)
- The Trial Breakers (1914)
- The Vagabond Soldier (1914)
- Tempest Cody (1914)
- Kidnapper (1914)
- Terrors of the Jungle (1915)
- The Test of a Man (1915)
- The Toll of the Sea (1915)
- The Torrent (1915)
- The War of the Wild (1915)
- The Yellow Star (1915)
- The Awaited Hour (1915)
- The Blood of His Brother (1915)
- The Blood of the Children (1915)
- The Broken Toy (1915)
- The Circus Girl's Romance (1915)
- The Crime of Thought (1915)
- Custer's Last Scout (1915)
- A Daughter of the Jungles (1915)
- A Fight to a Finish (1915)
- The Governor Maker (1915)
- The Heart of a Tigress (1915)
- In Jungle Wilds (1915)
- The Jungle Queen (1915)
- The Lost Ledge (1915)
- The Oaklawn Handicap (1915)
- Ridgeway of Montana (1915)
- Surrender (1915)
- Coral (en) (1915)
- A Double Deal in Pork (1915)
- From the Lion's Jaws (1915)
- Chasing the Limited (1915)
- The Mysterious Contragrav (1915)
- Hop, the Devil's Brew (en) (1916)
- The Flirt (1916)
- John Needham's Double (en) (1916)
- Liberty (en) (1916)
- Discontent (1916)
- The Human Pendulum (1916)
- The Iron Rivals (1916)
- A Railroad Bandit (1916)
- The Money Lenders (1916)
- Onda of the Orient (1916)
- The State Witness (1916)
- Tammany's Tiger (1916)
- The Silent Terror (1916)
- The Quest of Virginia (1916)
- 1916 : Where Are My Children? de Lois Weber
- The Leap (1916)
- Who Pulled the Trigger? (1916)
- Her Great Mistake (1917)
- The Indian's Lament (1917)
- A Jungle Tragedy (1917)
- The Star Witness (1917)
- Steel Hearts (1917)
- The Red Ace (en) (1917)
- Patria (1917)
- The Kidnapped Bride (1917)
- The Lion's Claws (en) (1918)
- Tongues of Flame (1918)
- The Whirlwind Finish (1918)
- The Red Glove (en) (1919)
- Tempest Cody Bucks the Trust (1919)
- Tempest Cody Flirts with Death (1919)
- Tempest Cody Gets Her Man (1919)
- Tempest Cody Hits the Trail (1919)
- Tempest Cody Plays Detective (1919)
- Tempest Cody Rides Wild (1919)
- Tempest Cody Turns the Tables (1919)
- Tempest Cody's Man Hunt (1919)
- The Dragon's Net (en) (1920)
- The Blot (1921)
- Western Vengeance (1924)
- Treasure Canyon (1924)
- A Desperate Adventure (en) (1924)
- In A Moment of Temptation (1927)